# PodcastQR
PodcastQR（ポッドキャストキューアール）は、文化放送が運営しているポッドキャストラジオである。
番組は、iTunesをパソコンにダウンロードし、次に文化放送のPodcastQRのウェブサイトを開き、それぞれの番組にある「Podcast 登録（ドラッグ&ドロップ!! この番組を登録）」のアイコン（バナー）をiTunesにドラッグすることによって入手できる。
番組は同局が展開していた「BBQR」（インターネット放送）の番組を中心に配信されている。

## 配信中の番組
- 大竹まこと ゴールデンラジオ!
  - オープニング
  - 大竹メインディッシュ
  - 大竹のもっと言いたい放題
  - 大竹紳士交遊録
- くにまるジャパン ラジオ・バイオグラフィー〜5冊のアルバム
- 箱根駅伝出場大学応援ラジオ 箱根駅伝への道
- いとうせいこう GREEN FESTA 「いとうせいこうの知らない世界」
- 髭男爵 山田ルイ53世のルネッサンスラジオ
- 吉田照美 飛べ!サルバドール ポッドキャスト
- 文化放送競馬中継〜今週のメインレース
- 文化放送ライオンズナイター魂の軌跡
- 松永真穂の乙女★ろっく（～2014年4月7日）
- ことばの贈り物〜ココロの処方箋〜
- スナック加奈
- 内海文化・QRの現金5万円入りのハンドバッグ
- 武田鉄矢・今朝の三枚おろし
- 中島裕之のアメリカでも一発やったるで! I Do IT!
- HAMAMACYO トーKING! RADIO podcast版
- 日常が失われた日〜3.11被災地メディアの戦い
- 井筒とマツコ 禁断のラジオ〜コトブキツカサのピテカンラジオ
- オトナカレッジ ポッドキャスト
- 文化放送ASMR特番
- 白石晴香のぽかぽかたいむ
- 伊達さゆりの伊達にラジオやってません!!!

## 配信終了番組
- 大竹まこと 少年ラジオ
- 吉田たかよし プラス! 「たかよしの神出鬼没」
- 大竹まこと ゴールデンラジオ!　男と女の交差点
- 寺田恵子 Rock'n Rose
- Flash!Asia
- Pod .hack//もっとG.U.RADIO
- Reserve Seat
- Weekly Asia Box
- Cinemambo/シネマンボ
- 安達祐実のTOKYO UBERSEXUAL LIFE NEXT　プロフェッショナルのこだわりスタイル
- 金田朋子のミニミニミクロ校内放送（携帯電話サイトで配信された内容の再構成）
- 山本麻里安のはにわマイpod!
- 桜塚やっくんのスケバン連合緊急集会
- ワカバ食堂
- 15JAMのどげんかせんといかんちゃねーと！
- 藤岡藤巻の一フジ二フジ三オヤジ
- 高木美保 close to you　「今週のクローズアップ・パーソン」
- 斉藤一美 うるわしの夜～浜松町トゥギャザーPodcastゥー～
- ウィークエンドスポーツ・ズミスポ!～ズミスPodcastゥー～
- アジアンパラダイス
- アジアン!　プラス
- B-side UnderGround　Music（BSQR Under Ground Musicより番組名変更）
- 夕やけ寺ちゃん 活動中　ニュース　本音と建前
- 幸田真音のIt's Mine[2]
- 吉田健康～あなたのドクターたかよしです[3]
- インターネットラジオどっとあい[4]
- FRIDAY SUPER COUNTDOWN50[5]
- 吉野亜衣子の「部長、私今日も頑張ったんですけど･･･」
- Berryz工房 べりつぅ!
- 鷲崎K太郎[6]
- 藤田さん、ラジオですよ〜[7]
- 虎南有香のリッスン? 〜Live 4 Life〜 APTX4869コーナー